# Hylaspini
Los hilaspinos (Hylaspini) son una tribu de coleópteros de la familia de los crisomélidos.

## Géneros
Tiene los siguientes géneros:
| - Agelastica Chevrolat in Dejean, 1836 |